# Fernando Amaral
Fernando Monteiro do Amaral (ur. 13 stycznia 1925 w Lamego, zm. 26 stycznia 2009 tamże) – portugalski polityk i prawnik, samorządowiec, deputowany, minister, przewodniczący Zgromadzenia Republiki (1984–1987).

## Życiorys
Pracował początkowo jako nauczyciel, ukończył studia prawnicze na Uniwersytecie w Coimbrze, praktykował jako adwokat. Po rewolucji goździków zaangażował się w działalność polityczną. Działał w Partii Socjaldemokratycznej, był członkiem władz miejskich i przewodniczącym zgromadzenia miejskiego w Lamego. Zajmował też stanowisko rzecznika organizacji charytatywnej Santa Casa da Misericórdia.
Był posłem do konstytuanty, a następnie deputowanym I, III, IV, V i VI kadencji. W rządach, którymi kierował Francisco Pinto Balsemão, pełnił funkcje ministra administracji i spraw wewnętrznych (1981) oraz ministra delegowanego przy premierze (1981–1982). Był wiceprzewodniczącym portugalskiego parlamentu (1983–1984), a od października 1984 do sierpnia 1987 stał na czele Zgromadzenia Republiki. Zasiadał również w Radzie Państwa, organie doradczym prezydenta Portugalii.

## Odznaczenia
- Krzyż Wielki Orderu Chrystusa (1987)[4]